# セイフッディン・ジャジリ
セイフッディン・ジャジリ（アラビア語: سيف الدين الجزيري、英: Seifeddine Jaziri、1993年2月12日 - ）は、チュニジア・チュニス出身のサッカー選手。エジプト・プレミアリーグ・アル・ザマレク所属。チュニジア代表。ポジションはフォワード。

## 経歴
2021 FIFAアラブカップで4ゴールを決め、チュニジア代表の準優勝、そして得点王になった。

## 代表歴

### 出場大会
- チュニジア代表
  - 2022 FIFAワールドカップ

### 試合数
- 国際Aマッチ 31試合 10得点（2016年-）[2]

| チュニジア代表 | 国際Aマッチ | 国際Aマッチ |
| 年             | 出場        | 得点        |
| -------------- | ----------- | ----------- |
| 2016           | 1           | 0           |
| 2017           | 0           | 0           |
| 2018           | 0           | 0           |
| 2019           | 0           | 0           |
| 2020           | 2           | 0           |
| 2021           | 15          | 8           |
| 2022           | 11          | 2           |
| 2023           | 2           | 0           |
| 2024           |             |             |
| 通算           | 31          | 10          |

### 得点
| #  | 開催年月日     | 試合会場                                                          | 対戦国           | 得点 | 勝敗 | 大会                                  |
| -- | -------------- | ----------------------------------------------------------------- | ---------------- | ---- | ---- | ------------------------------------- |
| 1  | 2021年3月25日  | マーターズ・オブ・フェブラリー・スタジアム, ベンガジ, リビア      | リビア           | 2–1  | 5–2  | アフリカネイションズカップ2021予選    |
| 2  | 2021年3月25日  | マーターズ・オブ・フェブラリー・スタジアム, ベンガジ, リビア      | リビア           | 5–2  | 5–2  | アフリカネイションズカップ2021予選    |
| 3  | 2021年3月28日  | スタッド・オリンピック・ドゥ・ラデ, チュニス, チュニジア          | 赤道ギニア       | 1–0  | 2–1  | アフリカネイションズカップ2021予選    |
| 4  | 2021年10月7日  | スタッド・オリンピック・ドゥ・ラデ, チュニス, チュニジア          | モーリタニア     | 3–0  | 3–0  | 2022 FIFAワールドカップ・アフリカ予選 |
| 5  | 2021年11月30日 | アフメド・ビン＝アリー・スタジアム, ライヤーン, カタール          | モーリタニア     | 1–0  | 5–1  | 2021 FIFAアラブカップ                 |
| 6  | 2021年11月30日 | アフメド・ビン＝アリー・スタジアム, ライヤーン, カタール          | モーリタニア     | 3–0  | 5–1  | 2021 FIFAアラブカップ                 |
| 7  | 2021年12月6日  | アル・トゥマーマ・スタジアム, アル・トゥマーマ, カタール          | アラブ首長国連邦 | 1–0  | 1–0  | 2021 FIFAアラブカップ                 |
| 8  | 2021年12月10日 | エデュケーション・シティ・スタジアム, アル・ライヤーン , カタール | オマーン         | 1–0  | 2–1  | 2021 FIFAアラブカップ                 |
| 9  | 2022年1月16日  | リンベ・スタジアム, リンベ, カメルーン                            | モーリタニア     | 4–0  | 4–0  | アフリカネイションズカップ2021        |
| 10 | 2022年6月2日   | スタッド・オリンピック・ドゥ・ラデ, チュニス, チュニジア          | 赤道ギニア       | 2–0  | 4–0  | アフリカネイションズカップ2023予選    |

## タイトル

### クラブ
クラブ・アフリカーン
- チュニジア・リーグ： 2014–15
- チュニジア・カップ： 2016-17

ザマレク
- エジプト・プレミアリーグ： 2020-21, 2021–22
- エジプト・カップ: 2020–21

### 個人
- FIFAアラブカップ得点王： 2021